# Robert Dodd (cầu thủ bóng đá)
Robert Dodd là một cầu thủ bóng đá người Anh thi đấu ở vị trí half back. Ông sinh ra ở Blackburn, Lancashire và thi đấu 5 trận ở Football League cho Burnley tại mùa giải 1910–11.